# NGC 3812
NGC 3812 is een elliptisch sterrenstelsel in het sterrenbeeld Leeuw. De sterrenstelsel schijnt op een helderheid van Mag 14.0.
Het hemelobject werd op 6 april 1785 ontdekt door de Duits-Britse astronoom William Herschel.

## Synoniemen
- UGC 6648
- MCG 4-28-23
- ZWG 127.27
- PGC 36256